# Павуки
Павуки (Araneae, Clerck 1757) — ряд членистоногих тварин, що належать до класу Павукоподібних, підтипу Хеліцерові. Станом на липень 2024 згідно даних Всесвітнього каталогу павуків відомо про 52 202 вида, розповсюджених по всій Землі, за винятком Антарктиди, океанів та морів. У Галичині й Українських Карпатах відомо 79 видів із 15 родин.
Павуки є облігатними хижаками, які живляться різноманітною тваринною їжею. Єдиним рослиноїдним видом, раціон якого на 90% складають тільця Белта (особливі виділення листків акацій), є багіра Кіплінґа (Bagheera kiplingi Peckham & Peckham, 1896). Зазвичай павуки мають отруту, але для людини небезпечні лише деякі види. Розміри павуків коливаються від 0,8 мм до 150 мм.
Відбитки перших справжніх павуків датуються кам'яновугільним періодом — 318–299 млн років тому, а подібні до павуків тварини, які здатні були плести павутину — девонським періодом, 386 млн років тому. Сучасні групи павуків: Миґаломорфи (Mygalomorphae) та Аранеоморфи (Araneomorphae) виникли у тріасовому періоді близько 200 млн років тому.

## Морфологія
Голова і груди павука об'єднані у спільну тагму — головогруди, яка сполучається із черевцем за допомогою стебельця (лат. petiolus s. pediculus), яке зазвичай коротке, рідше значно видовжене (у родів  Myrmecium, Formicinoides). Головогруди розділені на дві виразні області: головну та грудну; з них перша несе дві пари кінцівок: хеліцери (лат. chelicerota, лат. chelae, лат. mandibulae), що складаються з одного товстого, зазвичай короткого членика, озброєного рухомим кігтиком, поблизу вістря якого є отвір каналу, що виводить отруйні виділення залоз, які знаходяться в основному членику, і педипальпи (лат. palpi), що складаються з 6 члеників (лат. coxa, лат. trochanter, лат. femur, лат. patella, лат. tibia і лат. tarsus). У статевозрілих самців Тарсус педипальп перетворений в апарат для спаровування —  цимбіум. До головогрудей, з нижньої сторони, кріпиться 4 пари ходильних ніг.
Між хеліцерами на вершині горбика (лат. rostrum) знаходиться ротовий отвір, що служить для смоктання; цей горбик знизу обмежений переднім відростком грудей (лат. sternum), так званою губою (лат. pars labialis), а з боків двома максилярними платівками (лат. lamina maxillares).
Позаду педипальп до головогрудей прикріплені чотири пари ніг, з яких кожна складається з 7 члеників: тазика (лат. соха), вертлуга (лат. trochanter), стегна (лат. femur), чашечки (лат. patella), гомілки (лат. tibia), передлапки (лат. metatarsus) і лапки (лат. tarsus), озброєної знизу гладкими, або зазубреними кігтиками, між якими є іноді більш короткий непарний кігтик.

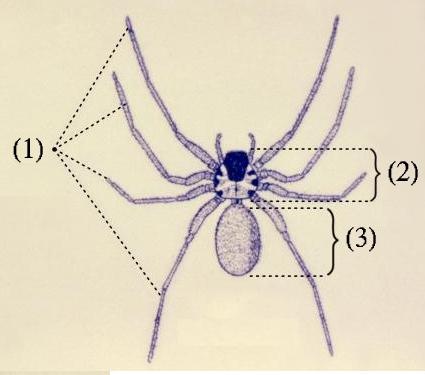
Анатомія павука:
(1) чотири пари ніг
(2) головогруди
(3) опістосома.

На передній опуклій лобовій частині головогрудей (які у деяких родів приймає форму або конуса (Theridion, Erigone), або булави, на вершині якої розташовані хеліцери (Eriauchenius), або забезпечена вістрям) знаходяться очі. Очей може бути 8, 6 рідко 2 (роди Nops і Caponina), розташовані зазвичай у два прямих або вигнутих ряди іноді, як у  Pholcus podophthalmus   E. Sim., Бічні очі зближені по три та розташовані на рогоподібних відростках. Очі прості, двох видів: середня пара передніх очей, так званих лобових або головних, забезпечена особливою сітківкою таі акомодаційним апаратом, інші очі називаються додатковими (середні та задні, а також тім'яні) і мають внутрішній відображаючий шар (лат. tapetum lucidum).
Черевце в основному має овальну форму, рідше круглу, незграбну, або забезпечене різними відростками (роди Gasteracantha, Phoroncidia), іноді ж має дуже подовжену форму (Ariamnes flagellum   Dol.); знизу біля його основи знаходиться статевий отвір, у самців у вигляді простої поперечної щілини, у самок же він оточений потовщеною хітиновою платівкою — епігіною (лат. epigynum s. sarum) з язикоподібним, зігнутим відростком (лат. clavus s. ovipositor).
На нижній поверхні кінчика черевця знаходиться шість павутинних залоз, розташованих у порожнині черевця, які продукують білковий секрет, що при контакті з повітрям полімеризується, утворюючи шовкову нитку — павутину.

### Розміри
Довжина тіла різних представників варіює в значних межах: від часток міліметра майже до десятка сантиметрів. Найменший павук — Patu digua сягає розміру лише 0,37 мм. Найбільші павуки — птахоїди Theraphosa blondi, довжина тіла яких може досягати 9 см, а розмах ніг — до 25 см.

### Забарвлення

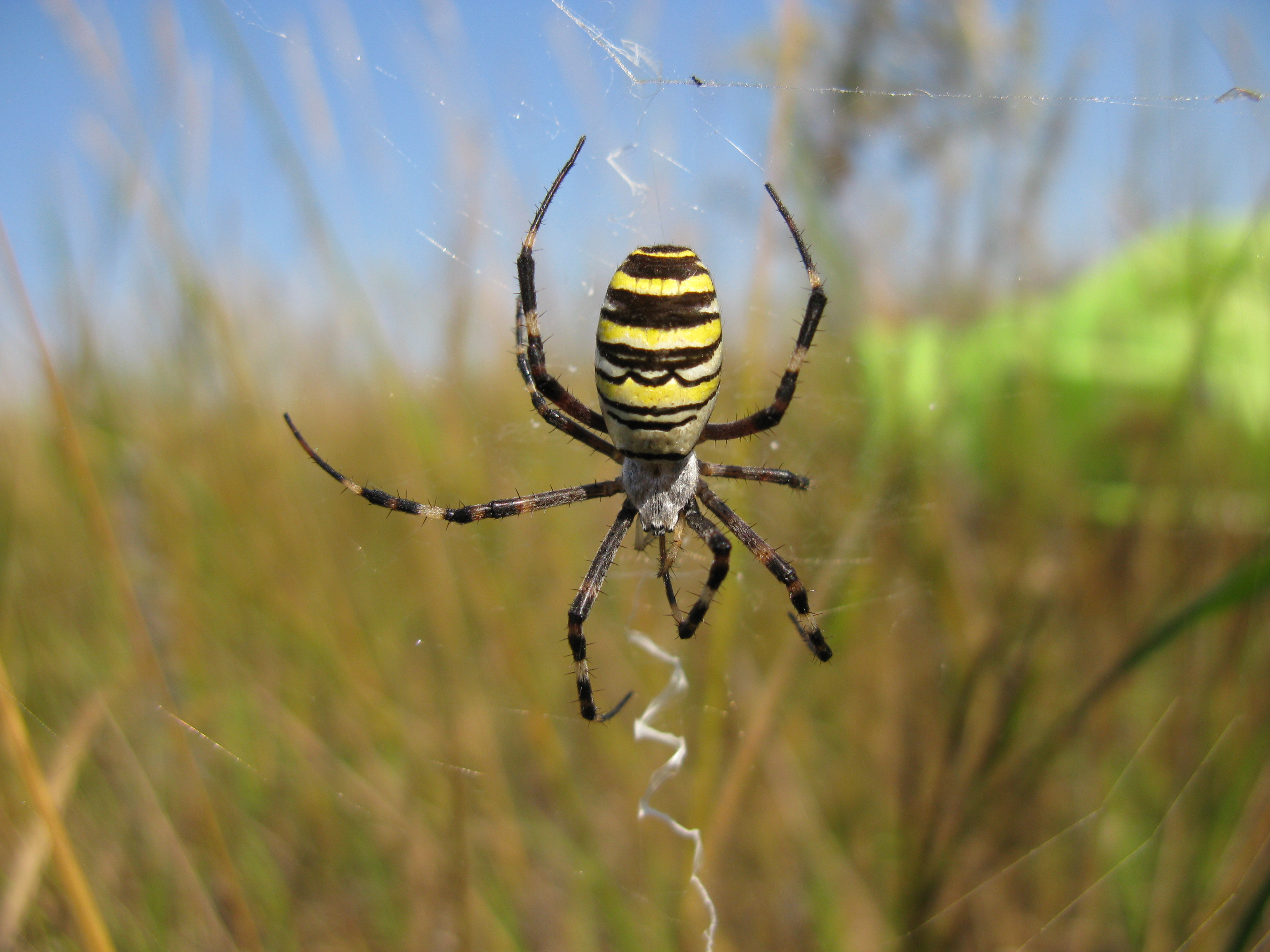
Самка аргіопи Брюнніга на ловильній мережі.

Павуки мають лише три види пігментів (візуальні пігменти (англ. ommochrome), білін (англ. bilin) і гуаніни), можливо, є ще невідкриті. Меланіни, каротиноїди та птерини, які дуже поширені серед тварин, у павуків відсутні. У деяких видів екзокутикули лап і черевця утворюються за допомогою дублення і в результаті цього вони набувають коричневого кольору. Білін, що зустрічаються, наприклад, у Micrommata virescens надає коричневого кольору цьому павуку. Гуанін відповідальний за білий колір, наприклад, у павука-хрестовика (Araneus diadematus). Є багато видів, у яких є спеціальні лусочки, які називаються гуаноцитами (англ. guanocytes). Таким родам, як Tetragnatha, Leucauge, Argyrodes і Theridiosoma, гуанін надає сріблястого відтінку. Хоча гуанін спочатку є кінцевим продуктом білкового обміну, його екскреція заблокована у павуків і він зберігається. Структурні кольори у деяких павуків утворюються у результаті заломлення, розсіювання або інтерференції світла, наприклад, на видозмінених щетинках і лусочках. Біла просома у представників роду Argiope — це результат відбивання світла волосками, представники родів Lycosa і Josa мають ділянки тіла, що складаються з видозмінених щетинок, які мають властивість відбивати світло.

## Фізіологія

### Кровообіг і дихання
Серце несе 3-4 остії. Кінцеві гілочки артерій виливають гемолімфу у систему лакун, тобто в проміжки між внутрішніми органами, звідки вона і надходить у перикардіальну ділянку порожнини тіла, а потім через остії у серце. Гемолімфа павукоподібних містить дихальний пігмент — гемоціанін.

### Харчування, травлення і виділення
Зловивши здобич (наприклад, комаху) за допомогою павутини, павук вбиває її отрутою і впорскує у неї травні соки. Після деякого часу (зазвичай кількох годин) павук висмоктує перетравлений поживний розчин, що утворився.

### Центральна нервова система
Головогруди містять у собі два нервові вузли, які формують багато мозкових нервів. Ці нерви розходяться від мозку до ніг, очей та інших органів павука. Мозок може займати від 20 % до 30 % об'єму головогрудей.

### Сенсорні органи

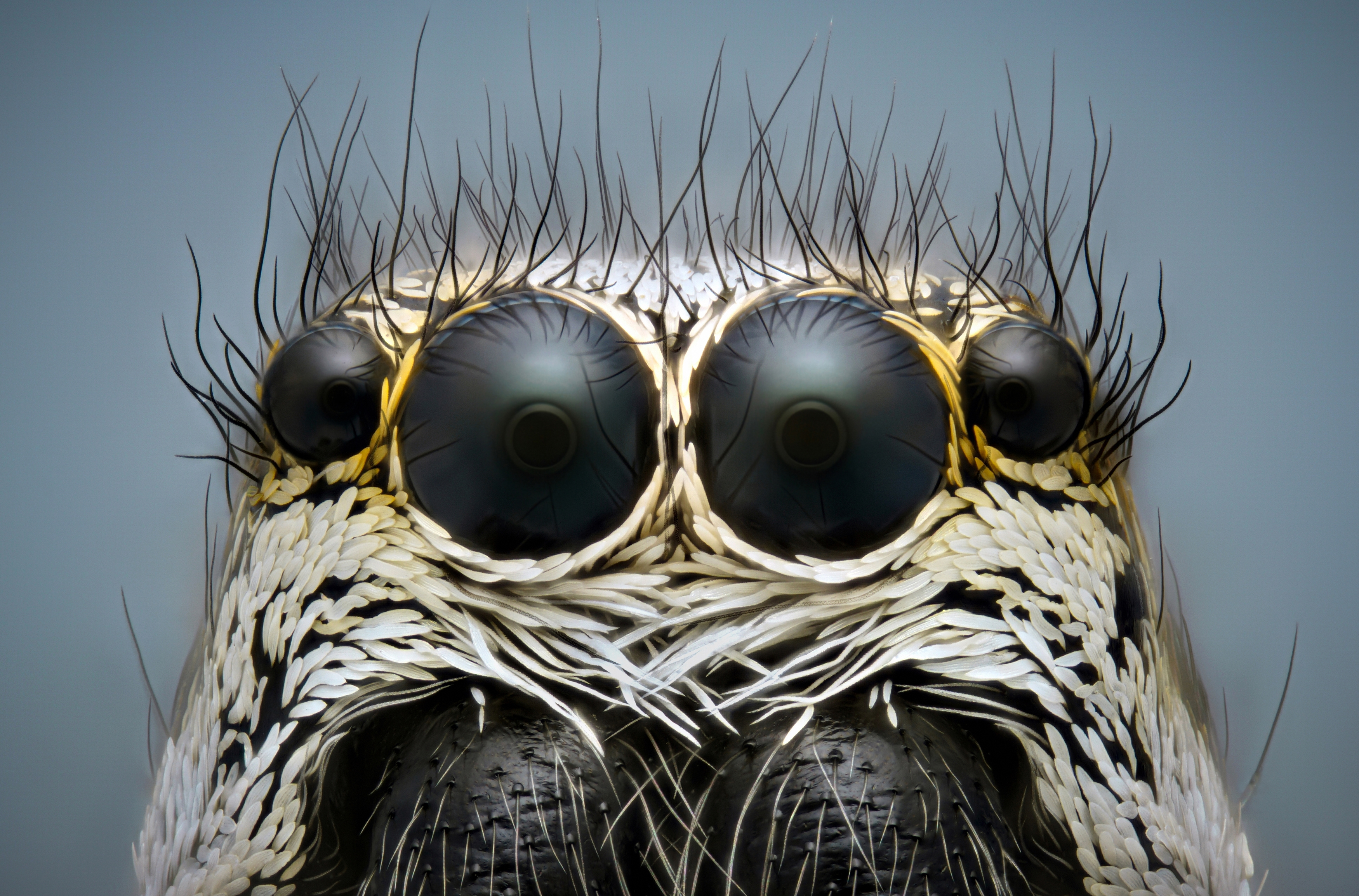
Очі павука-стрибуна

Більшість інформації щодо органів чуття та поведінки павуків отримано при вивченні південноамериканського павука Cupiennius salei.
У павуків кілька сенсорних органів для відчуття оточення, в якому вони живуть. У павуків немає вух. Павук чує за допомогою дуже крихітних волосків трихоботрій (англ. thrichobotria), які розташовані на його ногах. За допомогою волосків павук здатний дуже точно визначати місце випромінювання звуку, інтерпретуючи рух повітря.
Очі павуків різних родин дуже сильно відрізняються. У павуків, які полюють без ловчої мережі, наприклад у павуків-вовків (Lycosidae), павуків-рисей (Oxyopidae) і павуків-стрибунів (Salticidae), дуже добре розвинений зір. Експерименти показали, що павуки-стрибуни можуть навіть розрізняти кольори. Печерні павуки, які живуть у темряві, не бачать зовсім, або ж бачать дуже погано. Вони повністю залежать від звуків і відчуттів. 
У павуків-кругопрядів, наприклад, Araneus diadematus, дуже маленькі очі. Їм практично не потрібен зір, щоб ловити здобич. У них дуже добре розвинений механізм відчуттів, який дозволяє їм виявляти рухи у своїх мережах.
Павуки відчувають запахи за допомогою спеціальних чутливих волосків, розташованих на ногах. Смакові відчуття у павука у роті відсутні. Павук відчуває, чи їстівна його здобич за допомогою хімічно чутливих волосків, розташованих на ногах.

### Розмноження
Павуки роздільностатеві тварини. У павуків також часто присутній статевий диморфізм. Самці часто менші та більш різнобарвні, ніж самки. Самців можна легко впізнати за педипальпами, точніше, за подовженими цибулинами на їх кінцях, які вони використовують, щоб ввести сперму у відкриті статеві органи жіночих особин.
Запліднення внутрішнє. Яйця відкладаються у кокон, зроблений з павутини. Багато видів піклуються про потомство — охороняють кокон, доглядають за павуками, що вийшли із яєць. Розселення молоді у низки видів відбувається за допомогою павутини, які підхоплюються вітром і переносяться на значні відстані.
Органи відтворення павука розташовані перед прядильними органами. У самців існують різні способи демонстрації жіночій особині того, що він зацікавлений у паруванні. Самці деяких видів пропонують подарунок, інші «грають» ногами на ловчій мережі самки, а деякі виконують танець. Якщо сигнали правильні й самка готова до спаровування, вона дозволяє кавалеру наблизитися. До спарювання самці заповнюють довгасті цибулини (цимбіуми) на кінцях педипальп спермою, для чого вони створюють маленьку мережу. Потім самці кидають на мережу декілька крапель сперми з геніталій і набирають сперму в цимбіуми.
Після спарювання самка часто поїдає самця, якщо він не встигає втекти.

### Пересування
Павуки пересуваються з допомогою лапок. Молоді павучки також літають на павутині під час бабиного літа.

## Павутина

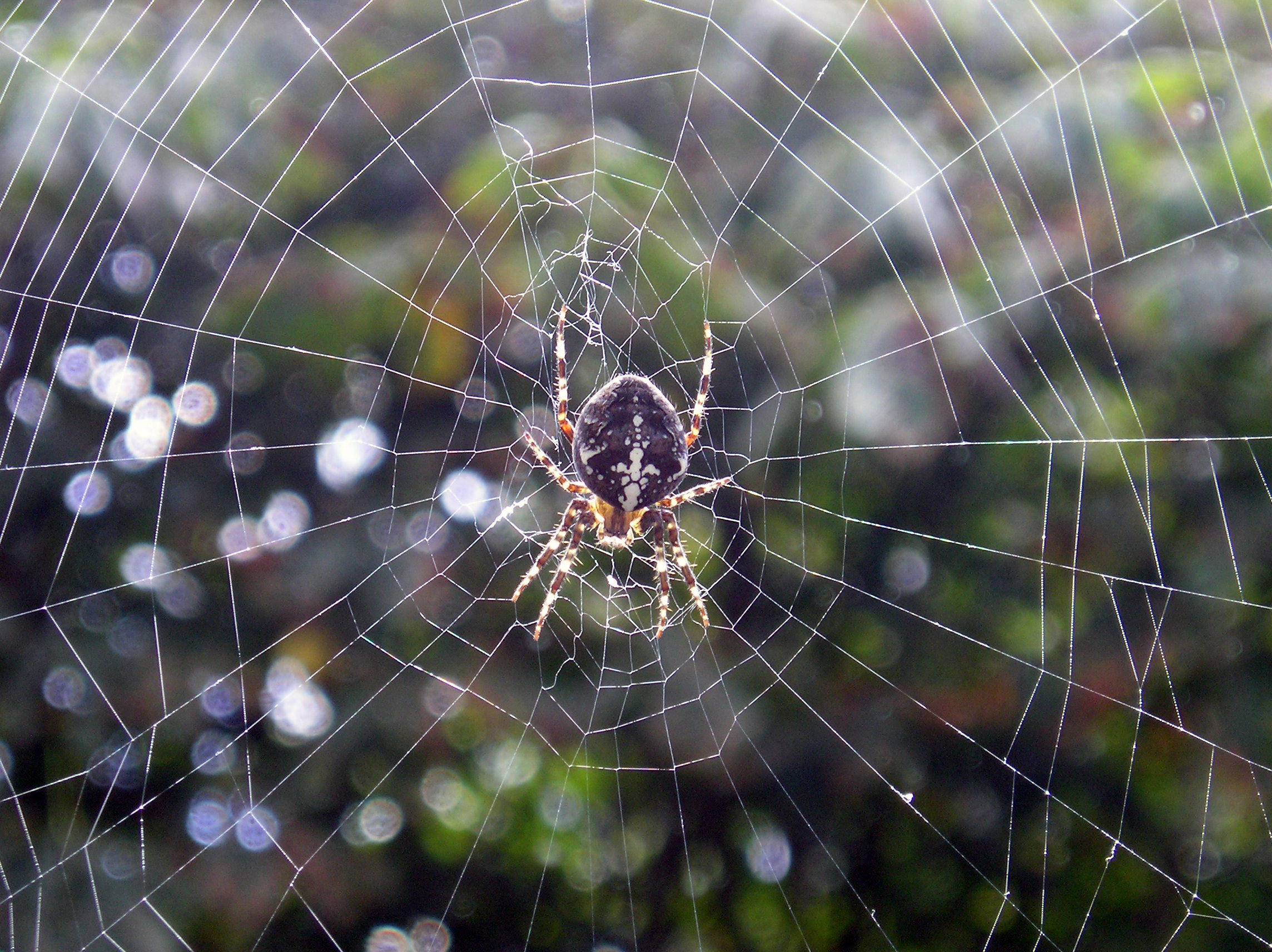
Павук-хрестовик в центрі своєї павутини

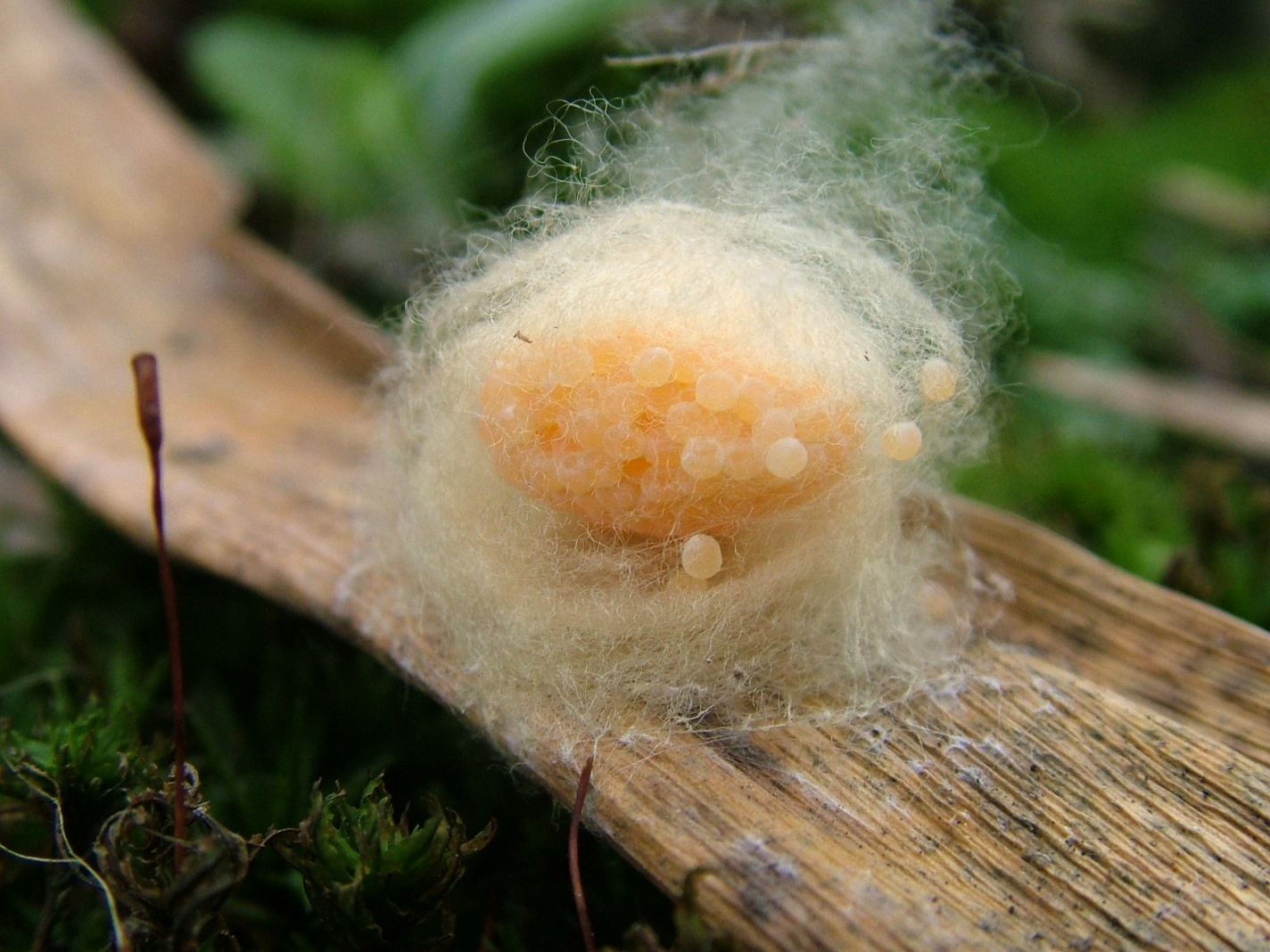
Яйця павука у павутинному коконі

Павутина — секрет павутинних залоз, який незабаром після виділення застигає у формі ниток. За хімічною природою являє собою білок, близький за складом до шовку комах. Павутину здатні виділяти представники ряду груп павукоподібних (павуки, псевдоскорпіони, деякі кліщі) і губоногі багатоніжки.
Варіанти використання павутини виявляються досить різноманітні, але найпоширеніше застосування її для побудови яйцевих коконів, сперматофор, ловчих мереж і укриттів на час линяння або несприятливих умов. Слід зазначити, що ловильну мережу павуків також часто називають павутиною. Павутина — це пружний матеріал, який рветься лише при розтягу 200–400%.
Відомо шість типів павутинних залоз:
- glandula aggregata — виробляє липкий шовк;
- glandula ampulleceae — виробляє шовк для ниток, що використовуються для переміщення;
- glandula pyriformes — виробляє шовк для ниток кріплення;
- glandula aciniformes — виробляє шовк для заплітання здобичі;
- glandula tubiliformes — виробляє шовк для мішка з яйцями;
- glandula coronatae — виробляє шовк для осей липких ниток.

В одного виду павуків одночасно всі типи залоз не зустрічаються.

### Склад, виділення і властивості
Павутина павуків – білок, збагачений гліцином, аланіном і серином. Всередині павутинної залози вона існує в рідкій формі. При виділенні через численні прядильні трубочки, що відкриваються на поверхні павутинних бородавок, відбувається зміна структури білка, внаслідок чого він твердне у формі тонкої нитки. Надалі павук переплітає ці первинні нитки в товстіше павутинне волокно.
По міцності павутина близька до нейлону і значно міцніша від подібного до неї за складом секрету комах (наприклад, гусениць тутового шовкопряда). Відповідно до одного з припущень відмінності обумовлені тим, що павуки формують волокно, звисаючи на ньому.
Інша незвична властивість павутини — внутрішня шарнірність: підвішений на павутинному волокні предмет можна необмежено обертати в одну і ту ж сторону, і при цьому вона не тільки не перекрутиться, але взагалі не буде створювати відчутної сили протидії.

### Ловильні тенета
Деякі аранеоморфні павуки (наприклад, із родини Uloboridae) вплітають в свої ловецькі мережі добре видимі волокна, що формують малюнок у формі спіралей, зигзагів або хрестів. Встановлено, що здобич у такі мережі потрапляє частіше. Однак такі візерунки на павутині також можуть приваблювати хижаків.

## Поведінка
Павуки є облігатними хижаками. Вони полюють з засідки, ловлять жертву в павутинну ловильну сітку чи активно шукають її. Жертвами переважно є членистоногі: комахи, багатоніжки, мокриці, інші павукоподібні. Зрідка павуки поїдають дрібних хребетних. Описані нерідкісні випадки поїдання павуками кажанів.

## Походження й еволюція
Найдавніші знахідки датуються кам'яновугільним періодом. Основний матеріал з палеонтології павуків представлений інклюзіями в бурштині. Нерідко в таких останках відображені сцени з життя павуків: спарювання, лов видобутку, плетіння павутини, можливо, навіть турбота про потомство. Крім того, в бурштинових інклюзіях зустрічаються яйцеві кокони та ловецькі мережі (іноді з видобутком); вік найдавнішої відомої викопної павутини — близько 100 мільйонів років.

## Павуки і людина

### Використання
Павуки мають велике практичне значення для людини. Людину цікавлять отрути, які можуть бути використані у медицині та мікробіології. Важливою технічною сировиною є павутиння, яке використовується у техніці та медицині. Павуків використовують як засіб біологічної боротьби зі шкідниками. Деякі види павуків є індикаторами стану екосистеми. Існує низка народних повір'їв щодо павуків, зокрема в українців.

#### Вживання в їжу

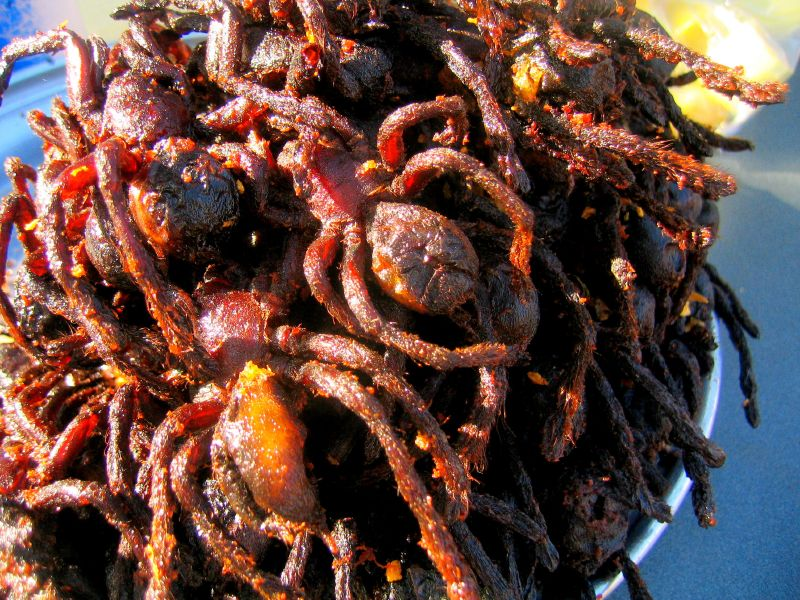
Смажені павуки

У камбоджійському місті Скуон (провінція Кампонгтям) торгівля смаженими павуками в якості спеціальної закуски є найпопулярнішою пам'яткою для туристів, які відвідують це місто. Павуки також доступні в інших місцях в Камбоджі.

### Укус павуків
Більшість видів павуків кусають людей лише в разі оборони і лише кілька видів можуть заподіяти більшу шкоду, ніж комар або бджола. За деякими даними[якими?], укус великого хрестовика не менш болісний, ніж укус скорпіона.

### Арахнофобія
Арахнофобія — окремий випадок зоофобії, страх перед членистоногими (переважно павукоподібними), належить до числа найпоширеніших фобій. Причому в деяких людей набагато більший страх може викликати навіть не сам павук, а його зображення.

## Павуки в культурі

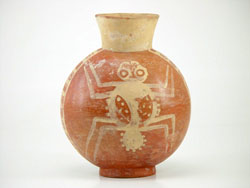
Ця кераміка Моче зображує павука і датується приблизно 300 роками нашої ери.

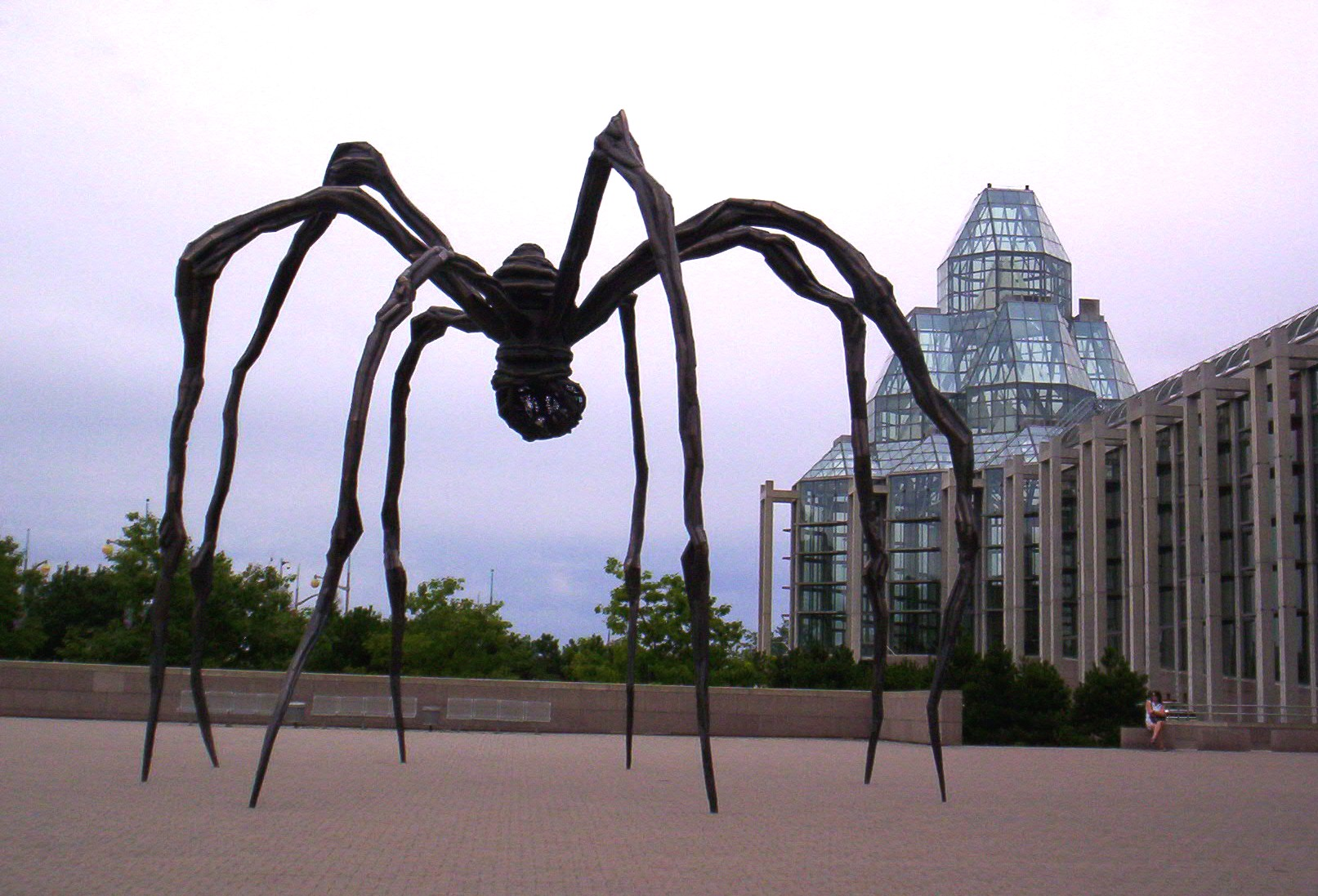
Бронзова копія роботи «Мама» художниці Луїза Буржуа.

Павуки були в центрі уваги історій та міфології різних культур протягом століть.
В історії, розказаній римським поетом Овідієм у його «Метаморфозах», Арахна (давньогрецькою «павук») була лідійською дівчиною, яка викликала богиню Афіну на змагання з ткацтва. Арахна перемогла, але Афіна знищила її гобелен із заздрощів, через що Арахна повісилася. В акті милосердя Афіна повернула Арахну до життя як першого павука.
Історії про павука-хитруна Анансі посідають чільне місце в народних казках Західної Африки та Карибського басейну.
У деяких культурах павуки символізують терпіння через їхню мисливську техніку плетіння павутини й очікування здобичі, а також пустощі та злість через їхні отруйні укуси. Італійська тарантелла — це танець, який позбавляє молоду жінку від хтивих наслідків укусу павука. Прядіння павутини також викликало асоціацію павука з міфами про створення світу, оскільки вони, здається, мають здатність створювати власні світи.
Народ моче стародавнього Перу поклонявся природі, робив акцент на тваринах і часто зображував павуків у своєму мистецтв. Навіть сучасне мистецтво часто зображує фігуру павука з різним символізмом: наприклад, робота «Мама» художниці Луїзи Буржуа, виставлена в Національній галереї Канади в Оттаві, де цей гігантський павук заввишки понад 9 метрів загрозливо нависає, бронзова копія оригіналу, зберігається в лондонській галереї Тейт Модерн.